# Stephen Spratt
Stephen Spratt (ur. 25 kwietnia 1960 w Glanmire albo Dungarvan) – irlandzki kolarz szosowy. Olimpijczyk z Seulu 1988, gdzie w zawodach kolarskich na szosie zajął dziewiętnaste miejsce w drużynie.
Triumfował w klasyfikacji końcowej irlandzkiego Rás Tailteann w 1986 i 1992; był najlepszy na jednym z etapów tego wyścigu w 1985, 1986, 1987, 1988 i 1992. Drugi na koniec zawodów Flèche du Sud w 1988. Wygrał Tour de Hokkaido w 1992 roku.